# パトリック・ドゥヴォルフ
パトリック・ドゥヴォルフ（Patrick Dewolf、1950年6月3日 - ）は、フランスの映画監督、脚本家。パトリス・ルコントと共同執筆した『タンデム』でセザール賞脚本賞候補となった。

## 主な監督作
- 1983: Les veufs (短編)
- 1985: Moi vouloir toi
- 1992: Lapse of Memory
- 1994: イノセント・ライズ Innocent Lies
- 1995: Le parasite (TV映画)
- 1997: Le bonheur est un mensonge (TV映画)
- 1998: Une femme à suivre (TV映画)
- 2009: 秘密捜査 Enquêtes réservées (TVシリーズ) TV5Mondeで放映
- 2010: Un filc (TVシリーズ) TV5Mondeで放映

## 主な脚本参加作品 (自作を除く)
- 1984: Marche à l'ombre (ミシェル・ブラン監督)
- 1985: スペシャリスト
- 1987: タンデム
- 1989: 仕立て屋の恋
- 1993: タンゴ (協力)
- 1998: ハーフ・ア・チャンス
- 1998: Le comptoir (ソフィー･タチシェフ監督)